# لورنس بیداوود
لورنس بیداوود (انگلیسی: Laurence Bidaud؛ زادهٔ ۲۲ march ۱۹۶۸ (۵۶ سال)) ورزشکار کرلینگ اهل سوئیس است.
وی در مسابقات کشوری و بین‌المللی در مجموع برندهٔ ۱ مدال نقره شده‌است.